# أنت فقط تعيش مرتين (رواية)
أنت فقط تعيش مرتين (بالإنجليزية: You Only Live Twice) هي الرواية الحادية عشرة (والكتاب الثاني عشر) في سلسلة قصص جيمس بوند من كتابة إيان فلمنغ. نُشِرت لأول مرة بواسطة جوناثان كيب في المملكة المتحدة في 26 مارس 1964 وبِيعَت بسرعة. كانت آخر رواية ينشرها فلمنغ في حياته. تعتبر الرواية الفصل الختامي فيما يعرف باسم «ثلاثية بلوفيلد».
تبدأ القصة بعد ثمانية أشهر من مقتل تريسي بوند في نهاية الكتاب السابق على الخدمة السرية صاحبة الجلالة (بالإنجليزية: On Her Majesty's Secret Service). يشرب جيمس بوند الخمر ويقامر كثيرًا ويفسد مهامه، وفي محاولة أخيرة، يُرسَل إلى اليابان في مهمة شبه دبلوماسية. يطلب منه هناك رئيس الخدمة السرية اليابانية قتل الدكتور جونترام شاتيرهاند. يدرك بوند أن شاتيرهاند هو في الواقع إرنست ستافرو بلوفيلد ويقرر الانتقام بقتله هو وزوجته إيرما بونت.
تُظهر الرواية تحول بوند من رجل حزين ومكتئب إلى شخص يسعى للانتقام، ثم إلى شخص فاقد للذاكرة يعيش كصياد ياباني. يناقش فليمنج من خلال الشخصيات تراجع القوة البريطانية بعد الحرب العالمية الثانية، خاصة بالمقارنة بالولايات المتحدة. أعجب الجمهور بالكتاب، حيث تلقى 62,000 طلبًا مسبقًا في المملكة المتحدة، لكن قدم النقاد آراء متباينة.
نُشرت القصة في تسلسل في صحيفة ديلي إكسبريس ومجلة بلاي بوي، وحُّوِلَت إلى قصة مصورة لصحيفة ديلي إكسبريس. وفي عام 1967، أصبح الفيلم الخامس لجيمس بوند من إنتاج شركة ايون للإنتاج، وقام ببطولته شون كونري في دور بوند. اُستُخدِمت أجزاء من الرواية أيضًا في فيلم 2021 لا وقت للموت. بالإضافة إلى ذلك، حُّوِلَت الرواية إلى مسرحية إذاعية وبُثَّت على قناة بي بي سي.

## القصة
بعد مقتل زوجته تريسي في يوم زفافهما، انهارت حياة جيمس بوند، يبدأ في الشرب والمقامرة بكثرة، ويرتكب الأخطاء، وغالبًا ما يتأخر عن العمل. يفكر رئيسه في جهاز الاستخبارات "إم" في طرده ولكنه بدلاً من ذلك يمنحه فرصة أخيرة بتعيينه في الفرع الدبلوماسي. يُعاد ترقيم بوند إلى 7777 ويُكلَّف بمهمة "مستحيلة": إقناع رئيس جهاز المخابرات السرية الياباني، تايجر تاناكا، بمشاركة آلة فك التشفير تسمى "ماجيك 44" حتى تتمكن بريطانيا من اعتراض الإرسال السوفييتي، في المقابل، سيعرض البريطانيون على اليابانيين الوصول إلى أحد مصادر استخباراتهم الخاصة.

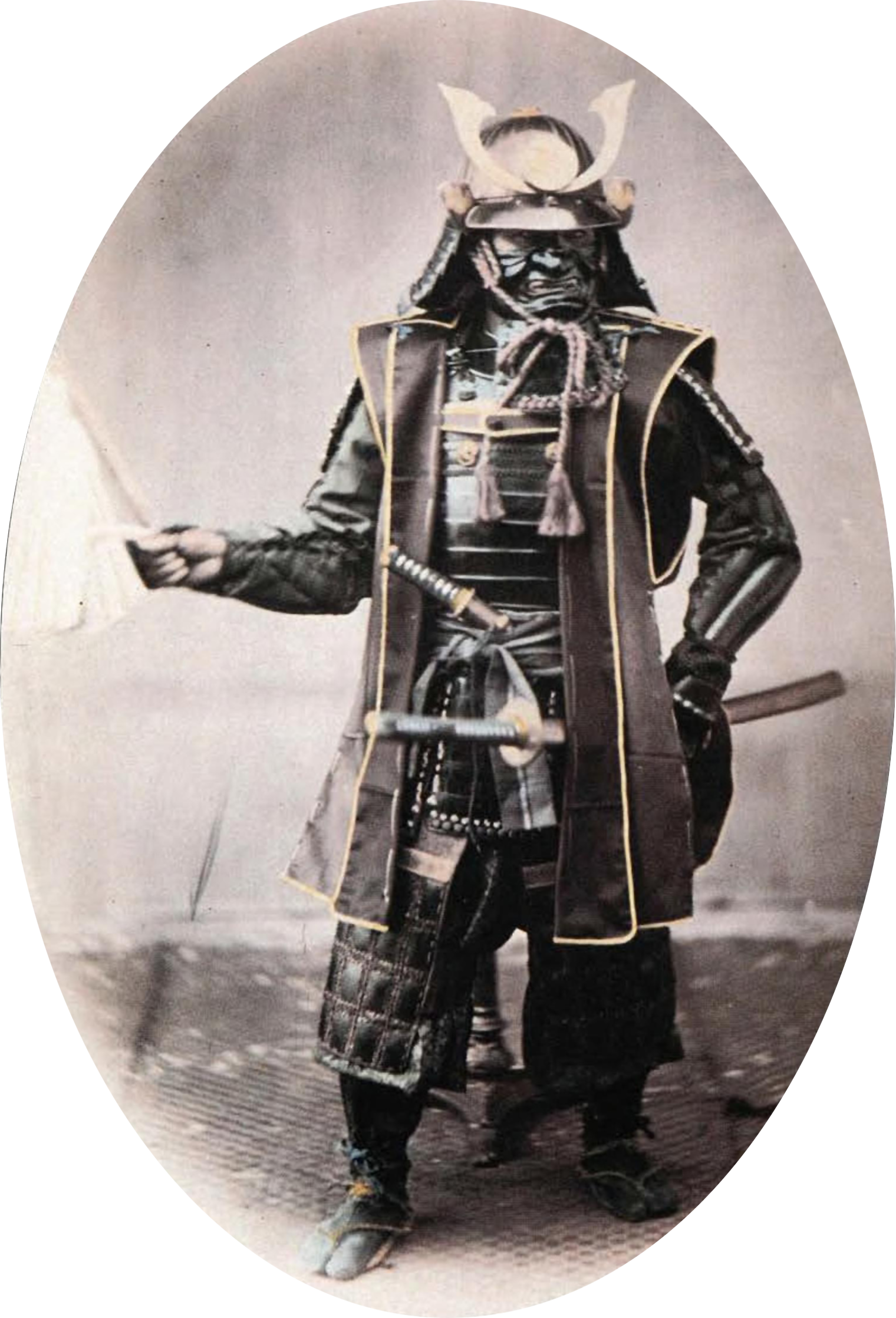
كان من الممكن أن يحميه درع الساموراي الخاص بـ بلوفيلد من النباتات السامة.

يلتقي بوند مع تاناكا من خلال ضابط المخابرات الأسترالي ديكو هندرسون ويتعرف على الثقافة اليابانية. عندما يطلب بوند من تاناكا آلة فك التشفير، يكتشف أن اليابانيين لديهم بالفعل إمكانية الوصول إلى مصدر المخابرات البريطانية، مما يتركه دون أي شيء ليتاجر به. ثم يطلب تاناكا من بوند قتل الدكتور جونترام شاتيرهاند، الذي يدير "حديقة الموت" بالنباتات السامة في قلعة أُعيد بناؤها في جزيرة كيوشو، حيث يذهب الناس للانتحار. يدرك بوند أن شاتيرهاند وزوجته هما في الواقع إرنست ستافرو بلوفيلد وإيرما بونت، قتلة زوجته تريسي. يقبل بوند المهمة، ويحافظ على سرية هوية شاتيرهاند الحقيقية للانتقام منه.
بمساعدة تاناكا والتنكر في هيئة عامل منجم فحم ياباني أخرس يُدعى تارو تودوروكي، يحاول بوند التسلل إلى قلعة شاتيرهاند، بمساعدة النجم السينمائي الياباني السابق كيسي سوزوكي. بعد التسلل إلى حديقة الموت وقلعة بلوفيلد، يُقبَض على بوند. ينجو بوند بصعوبة من الإعدام ويقتل بلوفيلد في مبارزة، ويخنقه في نوبة غضب، ثم يفجر القلعة.
بعد هروبه، يتعرض بوند لإصابة في الرأس ويفقد ذاكرته، ويعيش كصياد ياباني مع كيسي بينما يعتقد العالم أنه مات. ونُشِرَ نعيه في الصحف. بينما يتعافى بوند، تخفي كيسي هويته الحقيقية لإبقائه معها. حملت من بوند وتأمل أن يتزوجها بمجرد أن تخبره بذلك. يصبح بوند، الذي يقرأ قصاصات الصحف، مهووسًا بفلاديفوستوك، معتقدًا أنها قد تحمل مفتاح ذاكرته المفقودة، ويخبر كيسي أنه بحاجة للذهاب إلى روسيا لمعرفة ذلك.

## فهرس المراجع
- Barnes، Alan؛ Hearn، Marcus (2001). Kiss Kiss Bang! Bang!: the Unofficial James Bond Film Companion. Batsford Books. ISBN:978-0-7134-8182-2.
- Benson، Raymond (1988). The James Bond Bedside Companion. London: مكميلان للنشر. ISBN:978-1-85283-233-9.
- Black، Jeremy (2005). The Politics of James Bond: from Fleming's Novel to the Big Screen. University of Nebraska Press. ISBN:978-0-8032-6240-9. مؤرشف من الأصل في 2023-04-04.
- Chancellor، Henry (2005). James Bond: The Man and His World. London: John Murray. ISBN:978-0-7195-6815-2.
- Clive، Nigel (2017). "Philby, Harold Adrian Russell (Kim) (1912–1988)". قاموس أكسفورد للسير الوطنية (ط. أونلاين). دار نشر جامعة أكسفورد. DOI:10.1093/ref:odnb/40699. اطلع عليه بتاريخ 2011-10-25. (يتطلب وجود اشتراك أو عضوية في المكتبة العامة في المملكة المتحدة)
- Comentale، Edward P؛ Watt، Stephen؛ Willman، Skip (2005). Ian Fleming & James Bond: the cultural politics of 007. مطبعة جامعة إنديانا. ISBN:978-0-253-21743-1. مؤرشف من الأصل في 2023-07-09.
- Fleming، Ian؛ Gammidge، Henry؛ McLusky، John (1988). Octopussy. London: Titan Books. ISBN:1-85286-040-5.
- Helfenstein، Charles (2009). The Making of on Her Majesty's Secret Service. London: Spies Publishing. ISBN:978-0-9844126-0-0.
- Lindner، Christoph (2009). The James Bond Phenomenon: a Critical Reader. دار نشر جامعة مانشستر  [لغات أخرى]‏. ISBN:978-0-7190-6541-5. مؤرشف من الأصل في 2023-04-10.{{استشهاد بكتاب}}:  صيانة الاستشهاد: علامات ترقيم زائدة (link)
- Lycett، Andrew (1996). Ian Fleming. London: Phoenix. ISBN:978-1-85799-783-5.
- Macintyre، Ben (2008). For Your Eyes Only. London: دار بلومزبري. ISBN:978-0-7475-9527-4.
- McLusky، John؛ Gammidge، Henry؛ Lawrence، Jim؛ Fleming، Ian؛ Horak، Yaroslav (2011). The James Bond Omnibus Vol. 2. London: Titan Books. ISBN:978-1-84856-432-9.
- Turner، Jon Lys (2016). The Visitors' Book: In Francis Bacon's Shadow: The Lives of Richard Chopping and Denis Wirth-Miller (ط. Kindle). London: Constable. ISBN:978-1-47212-168-4.